# Муртузов, Кола
Кола Муртузов (род. 5 февраля 1963) — российский дзюдоист, серебряный (1993) и бронзовый (1992) призёр чемпионатов России.

## Спортивные результаты
- Чемпионат России по дзюдо 1992 года — ;
- Чемпионат России по дзюдо 1993 года — ;